# Macizo Galaico-Leonés
El macizo Galaico-Leonés es un sistema de sierras y montañas españolas situadas en el extremo noroccidental de la península ibérica, cuyos límites orientales se confunden con la cordillera Cantábrica. Es un macizo montañoso «reciente», del Cenozoico, en el que afloran antiguas rocas del Paleozoico. Administrativamente, el macizo se ubica mayoritariamente en Galicia, aunque trasciende los límites de esta autonomía, ya que sus estribaciones ocupan también el sector más occidental de las provincias de Zamora y León.

## Geología
Es un relieve alpino (Cenozoico) formado por rocas paleozoicas (granitos), algunas muy metamorfizadas, en el centro y oeste de Galicia (gneis, micacitas, pizarras, cuarcitas), pertenecientes a distintas zonas del Macizo Ibérico. El sistema en general se presenta abombado, con alternancia de horsts, cubetas y fallas de dirección N-S.
Geomorfológicamente constituye una prolongación de la Meseta hacia el noroeste, mientras que las zonas más elevadas experimentaron la influencia de los glaciares cuaternarios, como la sierra de la Segundera, que forman valles (Tera, Cabrera, Bibey), conjuntos morrénicos y cubetas lacustres: lago de Sanabria, laguna de Lacillo, laguna de Ocelo.

## Geografía
Su relieve, de una altitud media de 500 m, es muy complejo por la falta de alineaciones montañosas definidas y causa de la acción erosiva de los ríos, que ocasiona una fragmentación de bosques. Sin embargo, de sureste a noroeste pueden distinguirse tres conjuntos:
- Las sierras limítrofes con León y Zamora, donde se alcanzan las mayores altitudes del sistema. Tiene como subsistemas (ordenados de N a S):

- Sierra del Oribio
- Sierra del Eje
- Sierra del Caurel
- Sierra de los Ancares
- Peña Trevinca, que alcanza la cota de 2127 m
- Sierra Segundera

- el macizo central orensano:

- Sierra de Jurés (O Xurés en gallego)
- montes del Invernadero
- Sierra del Fial de las Corzas
- Sierra de San Mamés
- Cabeza de Manzaneda (1780 m) en Sierra de la Queija (Queixa en gallego)

- la dorsal gallega:

- Montes de Bocelo
- Sierra de Faladoira
- Sierra del Gistral (Xistral en gallego)
- Sierra de la Loba
- Sierra de Cova da Serpe
- Sierra de Faro de Avión
- Sierra del Testeiro
- Sierra del Suído

- las sierras litorales, de menor altitud y separadas del conjunto anterior por la fosa Tuy-Verín-Vigo, entre las que destaca la sierra del Barbanza.

Las lluvias son abundantes y regulares, originando un espeso manto vegetal: bosques caducifolios con sotobosque de landas y extensas áreas de prados naturales que favorecen la existencia de un suelo blando. 
- Datos: Q3327031
- Multimedia: Macizo Galaico-Leonés / Q3327031